# 松平信任
松平 信任（まつだいら のぶただ）は、上野吉井藩の第8代藩主。鷹司松平家10代。
文政11年（1828年）、松平房府（第6代藩主・松平信成の次男）の長男として生まれる。天保12年（1841年）7月6日、叔父で第7代藩主の信敬が死去したため、その婿養子として家督を継いだ。同年7月28日、将軍徳川家慶に拝謁する。同年12月16日、従四位下侍従・左兵衛督に叙任する。
弘化4年（1847年）5月10日に死去した。享年20。跡を養子の信発が継いだ。

## 系譜
父母
- 松平房府（実父）
- 松平信敬（養父）

正室
- 鋭姫 - 松平信敬の娘

養子、養女
- 松平信発 - 松平維賢の三男
- 松平信発正室 - 松平信敬の娘